# Henrik Hessler
Henrik Hessler, född den 29 september 1918 i Stockholm, död 18 februari 1991, var en svensk jurist och professor.

## Biografi
Hessler tog sin jur.kand.-examen 1941. Efter tingstjänstgöring 1942–1944 och arbete som extra fiskal i Svea hovrätt 1945, disputerade han 1952, på en avhandling om stiftelser, för juris doktorsgrad vid Stockholms högskola. Han blev docent där 1952 och jur.dr. 1953. Han var sedan professor i civilrätt vid Uppsala universitet 1955–1973 och speciallärare i rättskunskap vid KTH från 1953. Hessler var justitieråd i Högsta domstolen 1973–1983.